# Andrew W. Loomis
Andrew Williams Loomis (* 27. Juni 1797 in Lebanon, New London County, Connecticut; † 24. August 1873 in Cumberland, Maryland) war ein US-amerikanischer Politiker der Whig Party. Im Jahr 1837 war er Mitglied des Repräsentantenhauses der Vereinigten Staaten für den 17. Kongressdistrikt des Bundesstaates Ohio.

## Leben
Andrew Loomis wurde in Lebanon geboren. Er studierte Jura am Union College und erhielt dort 1819 seinen Abschluss. Er wurde als Rechtsanwalt zugelassen und zog nach Canton, wo er fortan als Anwalt tätig war. Später zog er nach Lisbon.
Bei den Kongresswahlen 1836 wurde Loomis für den 17. Kongressdistrikt ins US-Repräsentantenhaus gewählt. Dort saß er vom 4. März 1837 bis zum 20. Oktober 1837, als er zurücktrat. 1839 zog er nach Pittsburgh, um weiterhin seiner Anwaltstätigkeit nachzugehen. 1868 zog er nochmals um, diesmal nach Cleveland. 1873 starb er auf einer Reise durch die USA in Cumberland; beigesetzt wurde er auf dem Allegheny Cemetery in Pittsburgh.